# Jules Demersseman
Jules Auguste Demersseman (Hondschoote, Alts de França, 9 de gener de 1833 – París, 1 de desembre de 1866) fou un flautista i compositor francès.
El 1844 entrà en el Conservatori de París, i tingué com a mestre de flauta Jean-Louis Tulou. El 1845 aconseguí el primer premi en aquest instrument, quan tenia tan sols dotze anys.
Va escriure fantasies per a flauta, fragments diversos per a instruments de fusta, una col·lecció de belles melodies, una opereta, la Princesa Kaïka, representada el 1859, i un notable concert per a flauta i orquestra.